# Marsha Mason
Marsha Mason (født 3. april 1942) er en amerikansk skuespiller og instruktør. Mason er blevet nomineret til fire Oscars for bedste kvindelige hovedrolle: 1974 i Orlov til midnat, 1978 i Hvem sover hvor? , 1980 i Et nyt kapitel og endelig 1982 i Only When I Laugh. Hun har også vundet to Golden Globe Awards for de to første film.
Mellem 1973 og 1983 blev hun gift med dramatiker og manuskriptforfatter Neil Simon, der skrev manuskriptet til tre af filmene Mason Oscar-nomineringer for.